# Horst Schreitter-Schwarzenfeld
Horst Schreitter-Schwarzenfeld (* 11. Februar 1940 in Eger, Reichsgau Sudetenland; † 23. Februar 2011 in Bad Griesbach im Rottal) war ein deutscher Journalist.

## Leben
Er war der Sohn des Bürgermeisters von Eger. Schreitter-Schwarzenfeld, aus böhmischem Briefadel, floh mit seiner Familie am Ende des Zweiten Weltkriegs aus der wiedererstandenen Tschechoslowakei nach Mainz und legte dort die Abiturprüfung ab. Er studierte in München, Tübingen und Mainz Geschichte und Romanistik. Nach einem Volontariat bei der Mainzer Allgemeinen Zeitung wechselte er 1970 zur Frankfurter Rundschau (FR). Er wurde deren politischer Korrespondent in London und Washington. Ab 1982 arbeitete er für die FR in der damaligen Bundeshauptstadt Bonn. „Seine besondere Stärke war das Feature, die im relativ freien Stil aufgesetzte leichte Feder.“
1997 schied er aus den Diensten der Frankfurter Rundschau aus.

## Werke
- T. G. Masaryk und die Deutschen: Analyse des Bildungsweges, der wissenschaftlichen Werke und der politischen Haltung. (Magisterarbeit), Mainz 1966.
- Das Rheingold-Papier. Eine Bonner Satire. Nest Verlag, Frankfurt/M. 1993, ISBN 3-925850-09-0.